# Leonid Wasserstein
Leonid Wasserstein ou Leonid Vaserstein (en russe : Леонид Нисонович Васерштейн) est un mathématicien russo-américain, actuellement professeur de mathématiques à l'Université d'État de Pennsylvanie. Ses recherches portent sur l'algèbre et les systèmes dynamiques. Il est connu pour avoir fourni une preuve simple du théorème de Quillen-Suslin, un résultat d'algèbre commutative, d'abord conjecturé par Jean-Pierre Serre en 1955, puis prouvé par Daniel Quillen et Andrei Suslin en 1976.
Le mathématicien Roland Dobrushin a nommé la distance de Wasserstein d'après son nom en 1970.

## Biographie
Wasserstein a obtenu sa maîtrise et son doctorat à l'Université d'État de Moscou, où il est resté jusqu'en 1978. Il a ensuite emménagé en Europe et aux États-Unis.

## Publications sélectionnées
- (en) Vaserstein, « Markov processes over denumerable products of spaces describing large system of automata », Problemy Peredači Informacii, vol. 5, no 3,‎ 1969, p. 64–72
- (en) Vaserstein, « On normal subgroups of Chevalley groups over commutative rings », Tohoku Math. J., vol. 38, no 2,‎ 1986, p. 219–230 (DOI 10.2748/tmj/1178228489)
- (en) Vaserstein, « Vector bundles and projective modules », Trans. Amer. Math. Soc., vol. 294, no 2,‎ 1986, p. 749–755 (DOI 10.1090/s0002-9947-1986-0825734-3, MR 825734)
- (en) Vaserstein, « Normal subgroups of the general linear groups over von Neumann regular rings », Proc. Amer. Math. Soc., vol. 96, no 2,‎ 1986, p. 209–214 (DOI 10.1090/s0002-9939-1986-0818445-7, MR 818445)
- (en) Vaserstein, « An answer to a question of M. Newman on matrix completion », Proc. Amer. Math. Soc., vol. 97, no 2,‎ 1986, p. 189–196 (DOI 10.1090/s0002-9939-1986-0835863-1, MR 835863)
- (en) Vaserstein, « Reduction of a matrix depending on parameters to a diagonal form by addition operations », Proc. Amer. Math. Soc., vol. 103, no 3,‎ 1988, p. 741–746 (DOI 10.1090/s0002-9939-1988-0947649-x, MR 947649)
- (en) Vaserstein, « Normal subgroups of orthogonal groups over commutative rings », Amer. J. Math., vol. 110, no 5,‎ 1988, p. 955–973 (DOI 10.2307/2374699, JSTOR 2374699)
- (en) Vaserstein, « Sums of cubes in polynomial rings », Math. Comp., vol. 56, no 193,‎ 1991, p. 349–357 (DOI 10.1090/s0025-5718-1991-1052104-3, MR 1052104)